# Misumalpanski jezici
Misuluan (Misumalpan), jezična porodica Američkih Indijanaca rasprostranjena u područjima Srednje Amerike, napose po državama Honduras i Nikaragva. Glavne skupine Indijanaca što govore, ili su govorili jezicima ove porodice, su, viz.: Miskitoan, Ulvan, Sumoan i Matagalpa. -Ime porodice Misuluan došlo je po jezicima i plemenima Miskito u Ulua. Oblik Misumalpan nastao je na sličan način po glavnim skupinama te porodice Miskito, Sumo i prefiksu imena Matagalpa.

## Klasifikacija i nomenklatura plemena i jezika
A) Miskitoan. Svi su iz Nikaragve osim grupe Mam Miskito (Honduras).
- Baldam
- Baymunana
- Kabo (Cabo)
- Mam (ili Miskitu de Honduras. Ne smiju se pobrkati s gvatemalskim plemenom Mame koje često nazivaju i imenom Mam)
- Mískito
- Tawira (Tauira)
- Wanki.

B) Sumoan. Ova skupina dijeli se na dvije podskupine (prema McQuown/Greenberg), to su, viz.: 
- Sumoan
  - Bawihka, Boa, Karawala (Carahuala; po Thomas Michael Green pripadaju u Ulua), Coco, Huasabane, Lakus (Lacu), Panamaka (Panamaca, na rijekama Bocay i Amaca, i gornjim tokovima rijeka Waspuk i Pispis), Pispi (Pispis), Sumo (Sumu, Mayangna), Tawahka (Tauahca), Tunqui.
- Ulvan (Sumu del Sur)
  - Kukra (Cucra), Guanexico, Prinzo, Ulva (Ulua, Ulwa; 400 1996.), Yosko (Yosco, Yusku; na rijekama Bocay, Wani, Murra, Kiwaska i Tuma).

C) Matagalpa
- Cacaopera (u salvadorskom departmanu Mozarán);
- Jinotega {30,000 1993. godine; nikaragvanski deparetman Jinotega. Naziv Jinotega označava jezik, etničku grupu, departman i općinu (municipij)};
- Matagalpa (nikaragvanski departman Matagalpa. Obuhvaćaju i podgrupu Sébaco. 45.000 Matagalpa i 3.500 Sébaco Indijanaca [Rizo 1993g]),
- Chato, Honduras
- Dule, Honduras
- Pantasma, Honduras.

Postoji i nekoliko neklasificiranih grupa domorodaca i njihovij jezika, čiju pripadnost pojedinim gornjim grupama treba držati s rezervom, to su:
- Bambana
- Kiwahka
- Ku (Cu)
- Kukalaya
- Musutepes
- Silam
- Sumo-Sirpe
- Tuńgla
- Yasika (Yasica)

## Vanjske poveznice
- Ethnologue (14th)
- Ethnologue (15th)

Ethnologue (16th)
- Misulu  Arhivirana inačica izvorne stranice od 3. veljače 2007. (Wayback Machine)